# مدرسة اليابان في الدوحة
مدرسة اليابان في الدوحة (باليابانية: ドーハ日本人学校) (بالإنجليزية: The Japan School of Doha)، هي مدرسة تعليمية يابانية يدرس فيه الطلبة والطالبات من الجالية اليابانية في العاصمة القطرية الدوحة.

## تاريخ
افتتحت المدرسة اليابانية في الدوحة سنة 1979، وأغلقت سنة 2001 بسبب عدم وجود الطلبة اليابانيين في ذلك الوقت، أعيد افتتاح المدرسة اليابانية سنة 2009 وإزداد عدد طلبة اليابانيين بسبب زيادة الطلب للغاز الطبيعي والنفط الخام، ورغبت حكومة قطر وعززت تطوير المدرسة اليابانية بغرض عودة المنفعة للاقتصاد القطري، وحضر عدد من المسؤوليين في قطر ومن بينهم عبد الله بن حمد العطية نائب رئيس مجلس الوزراء القطري، وأقترحت المدرسة اليابانية لتوسع المدرسة سنة 2013.